# Salinas de Léniz
Salinas de Léniz (oficialmente en euskera: Leintz-Gatzaga) es un municipio y localidad española de la provincia de Guipúzcoa, en la comunidad autónoma del País Vasco. El término municipal, ubicado en la parte suroccidental de la comarca del Alto Deva, tiene una población de 210 habitantes (INE 2024).

## Toponimia
El nombre de Salinas deriva de la existencia de unas importantes salinas en las inmediaciones del pueblo. Estas salinas fueron la razón de la fundación de la villa en la Edad Media. En la actualidad ya no se explotan comercialmente y son sede de un museo. En paralelo a su nombre castellano e históricamente oficial, al hablar en lengua vasca se le llamaba al pueblo Gatzaga, palabra que significa en este idioma salina, sitio con sal; de gatza (sal) y el sufijo locativo -aga.  
En los documentos antiguos, anteriores incluso a la fundación oficial de la villa, la localidad se llamaba Salinas de Léniz. En una donación que Galindo Íñiguez, hijo de Íñigo López, conde de Vizcaya, hizo al monasterio de San Millán en 1087, se dice que tenía un collazo en Salinas de Léniz.
El apelativo de Léniz hace referencia al nombre del valle en el que se encuentra enclavada la población. El municipio se sitúa en la cabecera del valle de Léniz (en vascuence su nombre actual es Leintz), que es el nombre que recibe a su vez la parte más alta del valle del río Deva. El valle de Léniz incluye también las poblaciones de Mondragón, Arechavaleta y Escoriaza. En la actualidad, la denominación «valle de Léniz» o «Leintz» se utiliza en contextos históricos. En otros contextos es más habitual la expresión «comarca del Alto Deva». El origen del topónimo Léniz/Leintz es oscuro. Según algunos filólogos como Julio Caro Baroja, Léniz pertenece a la serie de topónimos vascos que tienen una terminación en -iz. Julio Caro Baroja defendía que la mayor parte de estos topónimos provenían de un nombre propio unido al sufijo latino -icus declinado. En la zona vasconavarra, Caro Baroja consideraba que los sufijos -oz, -ez e -iz aplicados a la toponimia indicaban que en la antigüedad el lugar había sido propiedad de la persona cuyo nombre aparecía unido al sufijo, pudiéndose remontar su origen desde la Edad Media hasta la época del Imperio romano. Julio Caro Baroja recalcó que el de Léniz era uno de los escasos topónimos acabados en -iz que se encontraban en Guipúzcoa, donde eran muy escasos, a diferencia del resto de provincias vascas. En este caso concreto propuso que podría provenir de Lenicus. Así, si a un hipotético nombre propio Lenius se le añade el sufijo latino -icus, que indica lo que es perteneciente a este, se podría obtener Lenicus. Lenicus podría ser también un hijo de Lenius. Lo propio de Lenicus y de sus descendientes sería Lenici (genitivo de singular y nominativo de plural). De ese Lenici se habría podido derivar fácilmente el topónimo Léniz: Lenici->Léniz. Leintz sería fruto de una evolución posterior por metátesis.
El apelativo «de Léniz» fue cayendo en desuso desde la Edad Media, y cuando se creó el municipio a mediados del siglo XIX este recibió como único nombre oficial el de Salinas, que se mantuvo hasta comienzos del siglo XX, Sin embargo, en 1916, un real decreto cambió el nombre oficial de cientos de municipios españoles que tenían denominaciones homónimas mediante la adición de un segundo término que los identificara unívocamente. Estos términos fueron propuestos por la Real Sociedad Geográfica de España. En el caso de Salinas existían dos municipios con el mismo nombre: la villa guipuzcoana y otro municipio en la provincia de Alicante. La Sociedad Geográfica recomendó que la Salinas vasca, que tenía en aquel entonces una población ligeramente menor que su homónima alicantina, añadiera a su nombre el término histórico «de Léniz», recuperando de esa forma su nombre antiguo.
En la década de 1980 el municipio cambió su denominación oficial del castellano al euskera adoptando el nombre de Leintz Gatzaga, siendo Leintz la forma vasca del nombre Léniz y Gatzaga el nombre equivalente a Salinas, que se había venido usando tradicionalmente al hablar en euskera para referirse al pueblo.

## Geografía

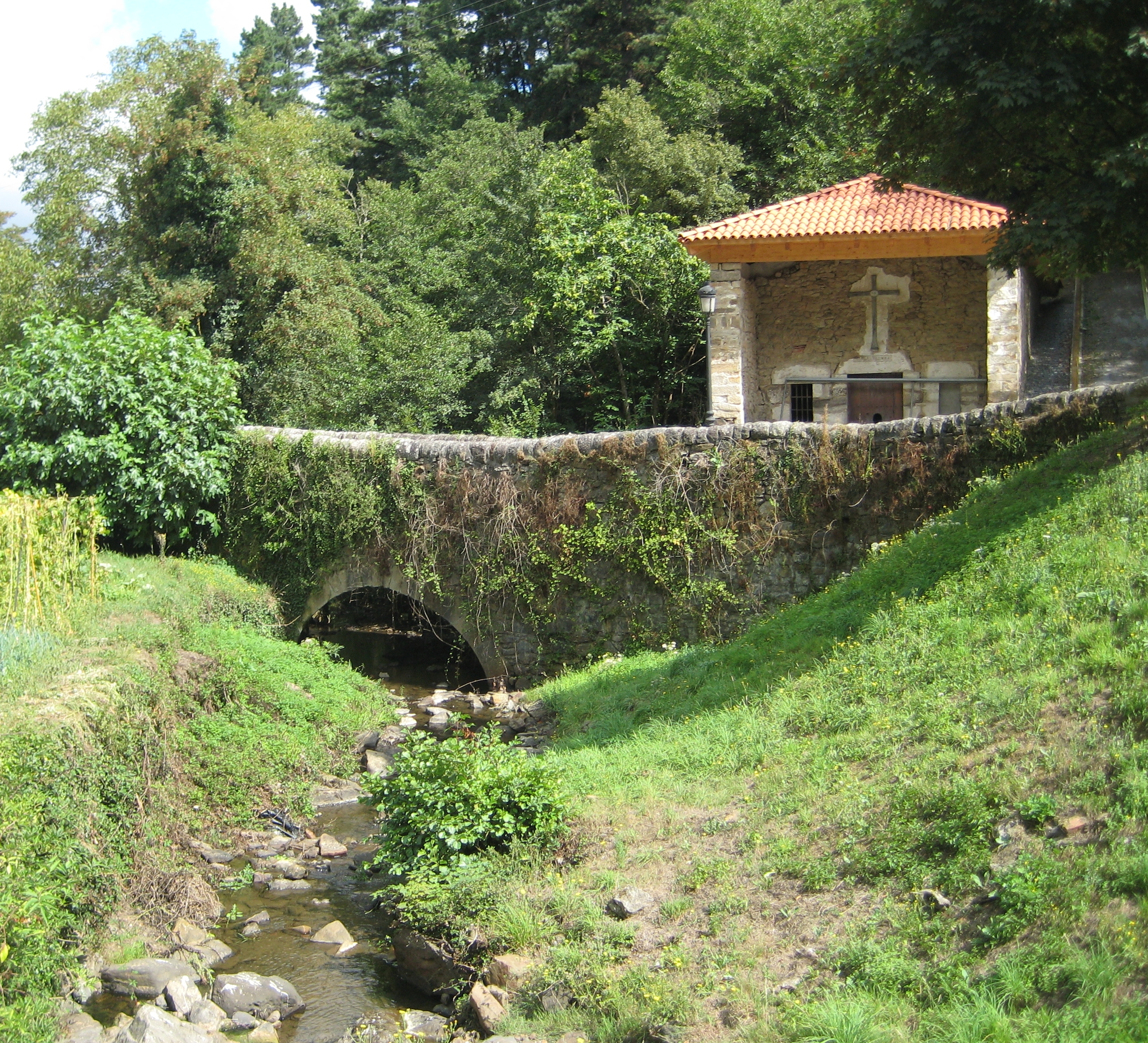
Ermita de santa Columba, y río Deva en Dorleta

Salinas de Léniz posee una extensión de 14,7 km². Salinas se sitúa en la parte suroccidental de Guipúzcoa, dentro de la comarca del Alto Deva, limitando con la provincia de Álava. Salinas se encuentra en una ubicación montuosa, con empinadas laderas, boscosa y casi sin terreno llano.
El municipio pertenece a la Mancomunidad del Alto Deva. El río Deva nace en el término municipal de Salinas de Léniz. El término limita con el municipio guipuzcoano de Escoriaza y con los municipios alaveses de Aramayona, Arrazua-Ubarrundia, Elburgo y Barrundia.

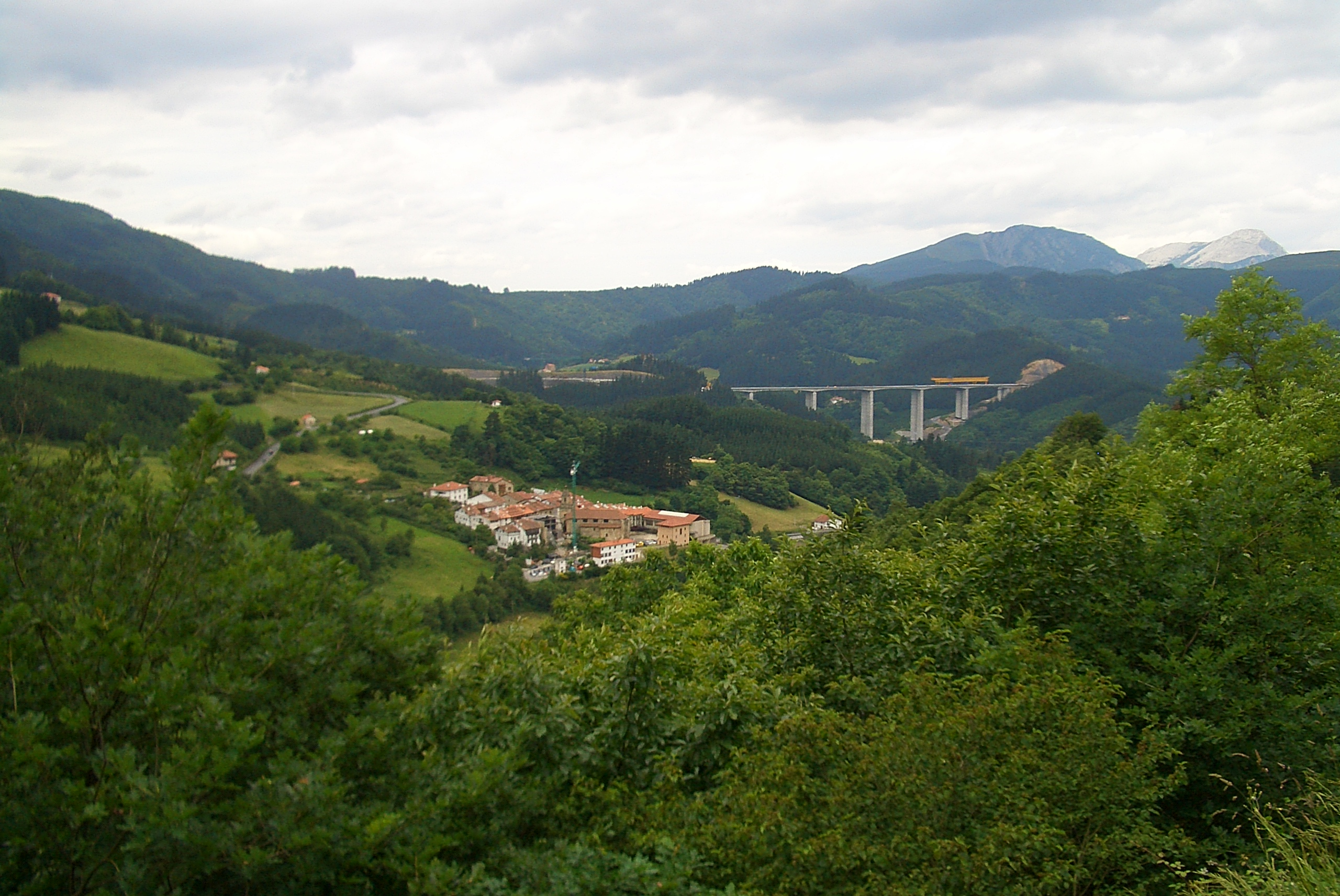
Vista desde la carretera foral GI-627

### Barrios
Salinas de Léniz cuenta con un pequeño casco urbano formado por cuatro calles y una plaza que se corresponde con la antigua villa amurallada. Este casco acoge a algo más de la mitad de la población del municipio.

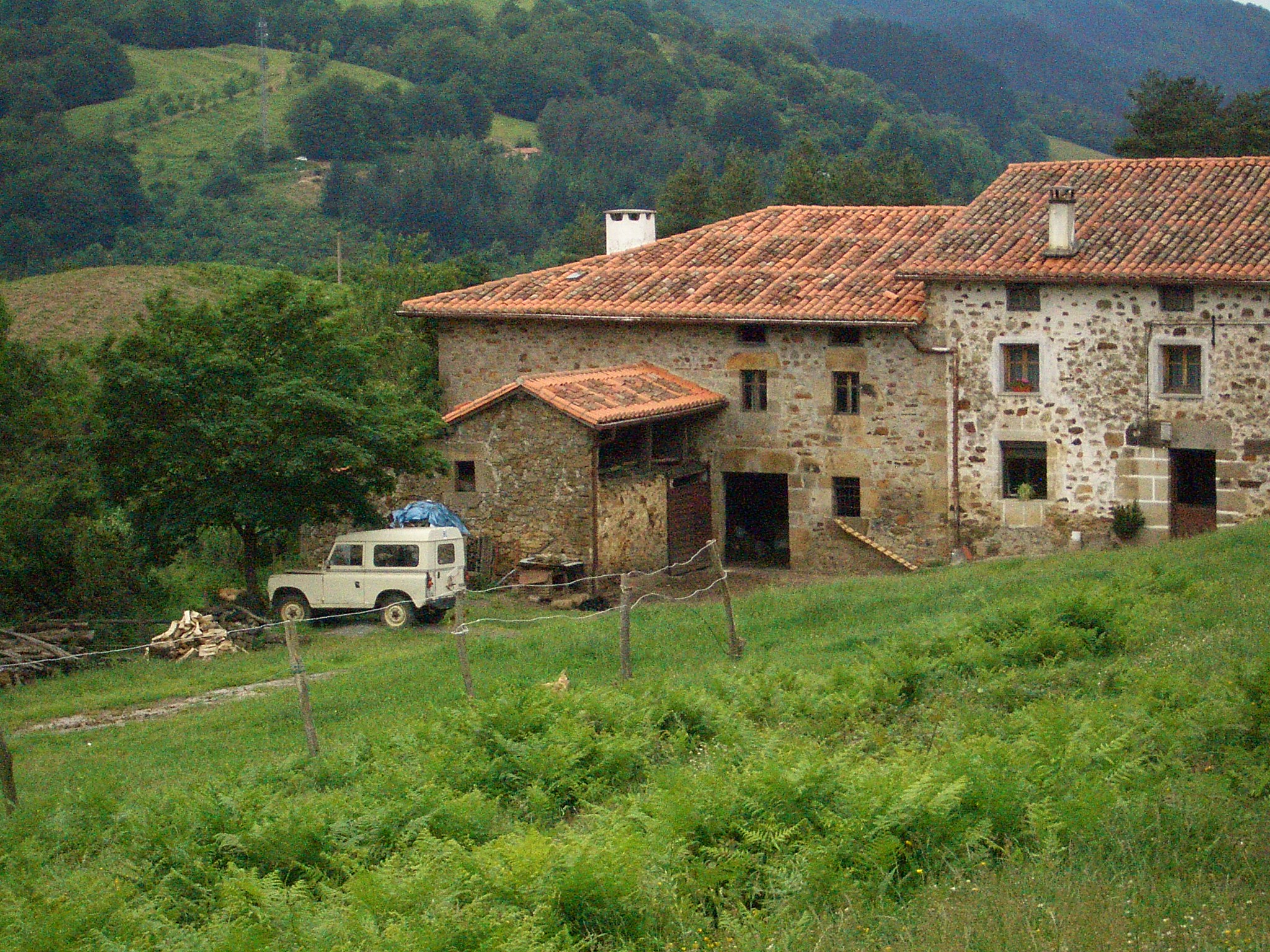
Caserío fuera del casco urbano

El resto de la población vive diseminada en unos 35 caseríos por el término municipal.

### Carreteras
- Autopista del Norte (AP-1), Vitoria - Éibar: autopista de pago que atraviesa el término municipal de Salinas de Léniz. El túnel de Isuskiza, de 3415 metros de longitud, el túnel de carretera más largo existente en el País Vasco, transcurre en su mayor parte por el término municipal de Salinas de Léniz. No hay salidas directas al municipio en la autopista; las más cercanas están en Escoriaza y en Luco a 7,2km y 11,2 km respectivamente del casco urbano.
- Carretera GI-627: Vitoria - Éibar (Málzaga): carretera de la red básica que atraviesa el término municipal de norte a sur. Sirve para las comunicaciones intercomarcales entre el Alto Deva y Álava más que para acceder a Salinas de Léniz, ya que no pasa por el casco del pueblo. Usada principalmente por transportes pesados. Tiene una fuerte pendiente y numerosas curvas. Corona el puerto de Arlabán (589 m).
- Carretera GI-3310: Escoriaza - Salinas de Léniz: carretera de la red local que sirve para acceder al casco de Salinas de Léniz. Parte de la GI-627 a la salida de Escoriaza y discurre paralela a esta durante casi 6 km de ascensión para volver a unirse a ella poco después del puerto de Arlabán. Corona a su vez el puerto de Salinas (621m). El pueblo de Salinas se encuentra a media subida de la carretera en un recodo de la misma. A pesar de ser más estrecha y contar con más pendiente que la GI-627 cuenta con más tráfico de turismos que esta, ya que no cuenta con tráfico de camiones.
- Carretera GI-3681: Santuario de Dorleta (Salinas de Léniz): carretera de la red gris que une el casco de Salinas de Léniz con el Santuario de Dorleta.

### Autobús
| línea                           | paradas                                                 | periodicidad                                          | operada por:                   |
| ------------------------------- | ------------------------------------------------------- | ----------------------------------------------------- | ------------------------------ |
| Líneas interurbanas             |                                                         |                                                       |                                |
| Éibar-Mondragón-Salinas-Vitoria | Marisa (Alto Arlabán) / Salinas de Léniz (Pueblo)       | 4 autobuses al día en cada dirección                  | Transportes PESA (Lurraldebus) |
| Éibar-Vergara-Mondragón-Vitoria | Marisa (Alto Arlabán) / Dorleta (No pasa por el pueblo) | 3 autobuses al día en cada dirección                  | Transportes PESA (Lurraldebus) |
| Éibar-Vitoria (Express)         | Salinas de Léniz (pueblo) / Alto Arlabán                | 1 autobús al día, sólo dirección Éibar -> Vitoria     | Transportes PESA (Lurraldebus) |
| Vergara-Escoriaza (Bertakoak)   | Salinas de Léniz (pueblo)                               | se prolonga la línea desde/hasta Salinas 1 vez al día | Transportes PESA (Lurraldebus) |
| Éibar-Escoriaza (Bertakoak)     | Salinas de Léniz (pueblo)                               | se prolonga la línea desde/hasta Salinas 1 vez al día | Transportes PESA (Lurraldebus) |

## Historia

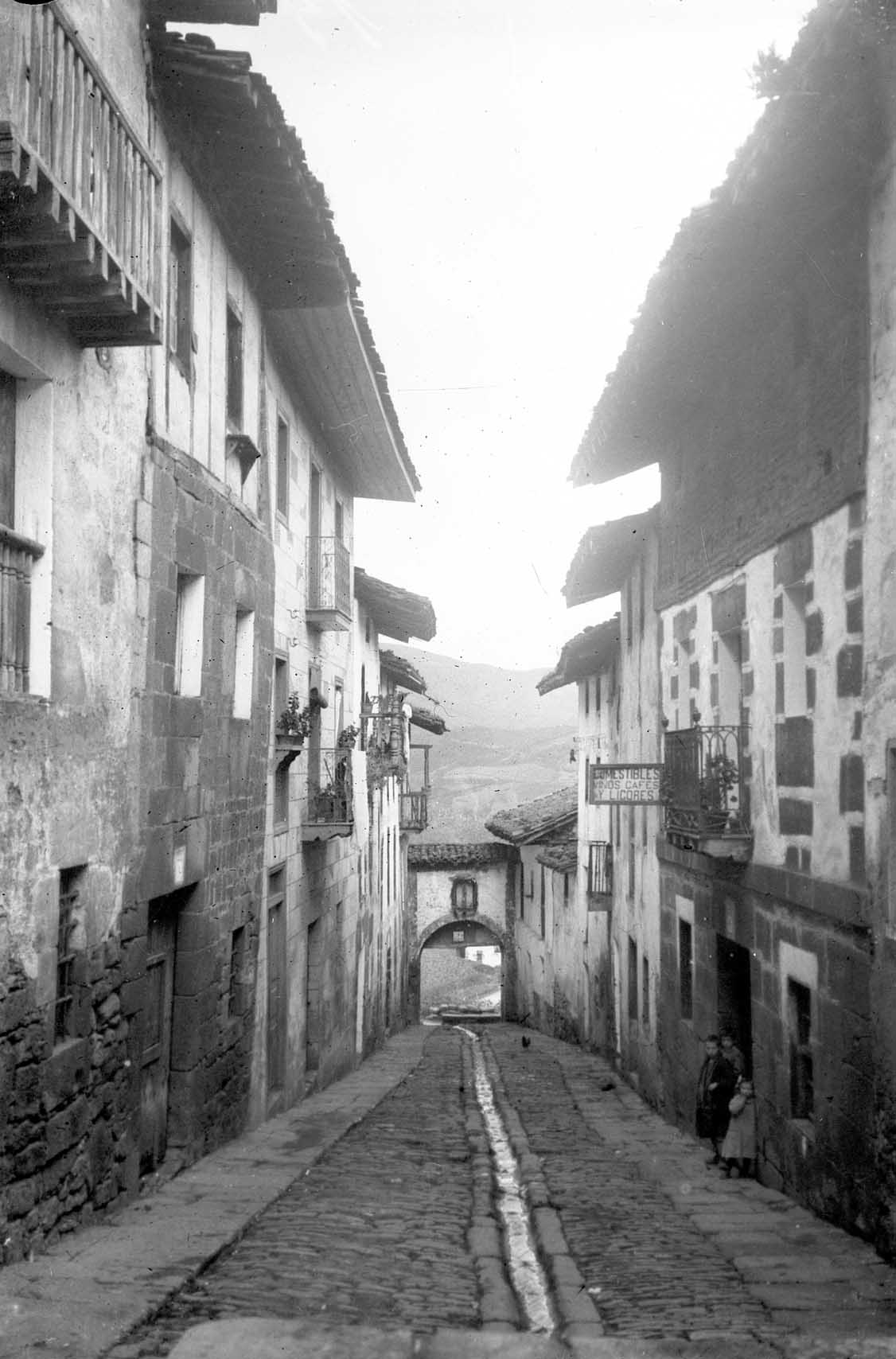
Calle y portal de Salinas en 1915. Fotografía: Indalecio Ojanguren

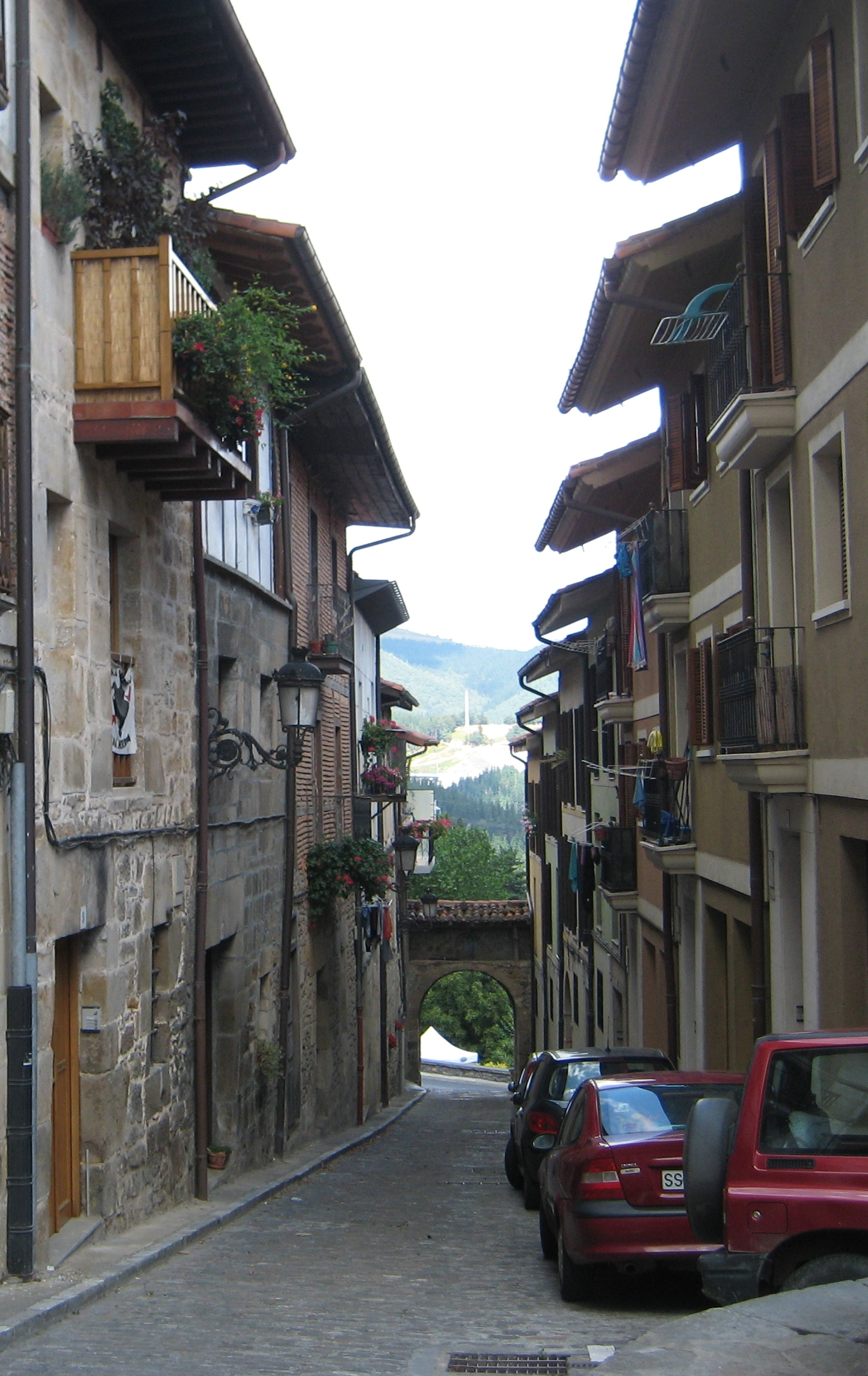
La misma calle en 2010

La historia de esta población está ligada a dos elementos que la han marcado a lo largo de su historia: las salinas y el camino real.
Las salinas que dan nombre a la población se explotaron desde al menos la Edad Media y son la principal razón en la fundación de esta villa, que se produjo en 1331. 
Antes de la fundación de la villa, el valle de Léniz estaba formado por pequeñas aldeas y caseríos dispersos en el territorio de los actuales municipios de Salinas de Léniz y Escoriaza. Todas estas poblaciones se encontraban amparadas y protegidas por el castillo de Aitzorrotz (a 736 m de altitud) en una colina junto al actual municipio de Escoriaza. Los habitantes de las aldeas de Zuritza, La Bidea, Gaztelueta, Beguinarro y otros puntos del entorno abandonaron sus lugares de residencia para poblar la nueva villa que se mandó edificar por el rey Alfonso XI de Castilla en las cercanías de los manantiales de agua salada y cerca del lugar donde se emplazaban la aldea de Gaztelueta y la iglesia de Nuestra Señora del Castillo o de Dorleta. Aunque las salinas eran de propiedad real, los habitantes de la villa dispusieron de varios privilegios para que desarrollaran el comercio y la explotación de la sal.
El control de las salinas, de gran importancia económica antiguamente, fue razón de numerosas disputas. En 1374, el poderoso conde de Oñate, Beltrán de Guevara, se apropió de las salinas y de la villa durante los conflictos feudales que enfrentaron a los bandos de Oñacinos y Gamboínos. El rey Enrique II de Castilla acabó concediendo al conde de Oñate la explotación de las salinas y éste se apoderó de todo el valle de Léniz construyendo una fortaleza en la villa de Salinas de Léniz. Salinas estuvo bajo dominio señorial hasta 1493, cuando recuperó su condición de villa real. La torre del conde fue derribada y en su lugar se construyó el palacio Elexalde. Histórica y geográficamente ligada a Guipúzcoa, durante el dominio señorial, Salinas de Léniz formó parte de la Hermandad de Álava, retornando a Guipúzcoa en 1496.
Durante la Edad Media, Salinas de Léniz fue varias veces pasto de las llamas; ocurrió en 1334, 1371, 1492 y 1498. Tras este último incendio se decretó la obligatoriedad de construir en piedra dentro del casco urbano.
En el siglo XVII se construye el Camino Real, que a través de Salinas de Léniz conecta la costa guipuzcoana con el interior. Salinas de Léniz se convierte así en parte de la ruta que une Europa con Castilla. Este hecho da gran prosperidad a la villa y por ella llegan a pasar monarcas y gentes ilustres de todo tipo. La apertura de fondas, ventas y otro tipo de servicios ligados al camino dotan a la villa de gran prosperidad. El casco histórico de Salinas de Léniz mantiene en parte el sabor de esta época. 
Sin embargo, esa situación estratégica de Salinas de Léniz es causa de que se vea afectada por varios conflictos bélicos desde finales del siglo XVIII y durante buena parte del siglo XIX. Durante la guerra de la Convención, la Guerra de la Independencia Española y las guerras carlistas Salinas de Léniz fue escenario de numerosos enfrentamientos bélicos y guerrilleros. Destacan entre esos hechos de armas la emboscada que tendió el guerrillero Dos Pelos a las tropas francesas en 1811 y la batalla de Arlabán en 1836, que enfrentó al general liberal Espartero con el carlista Eguía, que resultó vencedor.
La decadencia de Salinas de Léniz llegaría a mediados del siglo XIX fruto de la confluencia de varios factores; en primer lugar la apertura en 1851 de una nueva carretera entre Idiazábal y Alsasua a través del puerto de Etxegarate, que relegaría en importancia al camino real de Salinas como principal paso en la ruta entre Guipúzcoa y Álava, y por ende en la ruta entre Madrid y Europa. Esta marginación de Salinas se incrementaría con la inauguración en 1864 de la línea ferroviaria Madrid-Irún, que dejaría también fuera de su trazado a Salinas de Léniz. La pérdida de importancia económica de las salinas, que dejarían de ser rentables y se cerrarían, así como los daños causados por los numerosos conflictos bélicos del siglo XIX sumirían a Salinas de Léniz en una profunda crisis económica y demográfica.

## Economía
La actividad económica en el municipio es muy modesta. Apenas algo más de 50 personas desarrollan su actividad laboral en Salinas de Léniz, mientras que 125 vecinos del municipio forman parte de la población activa (datos de 2001).
A pesar de que el municipio tenga una fuerte impronta rural, lo cierto es que la actividad primaria en el municipio es de poca entidad, con muy poca gente dedicada en exclusividad a tareas agrícola-ganaderas (es más habitual la existencia de explotaciones agrarias a tiempo parcial). Casi la mitad de la población trabaja en el sector industrial, pero lo hace en su gran mayoría en los municipios del entorno. 
En la actualidad el municipio trata de potenciar el turismo en Salinas de Léniz, combinando la oferta monumental con el turismo rural. El pueblo cuenta con una oficina de turismo, con cinco restaurantes y varios alojamientos de turismo rural. En el sector terciario destacan también las actividades vinculadas con la administración municipal.

## Administración y política

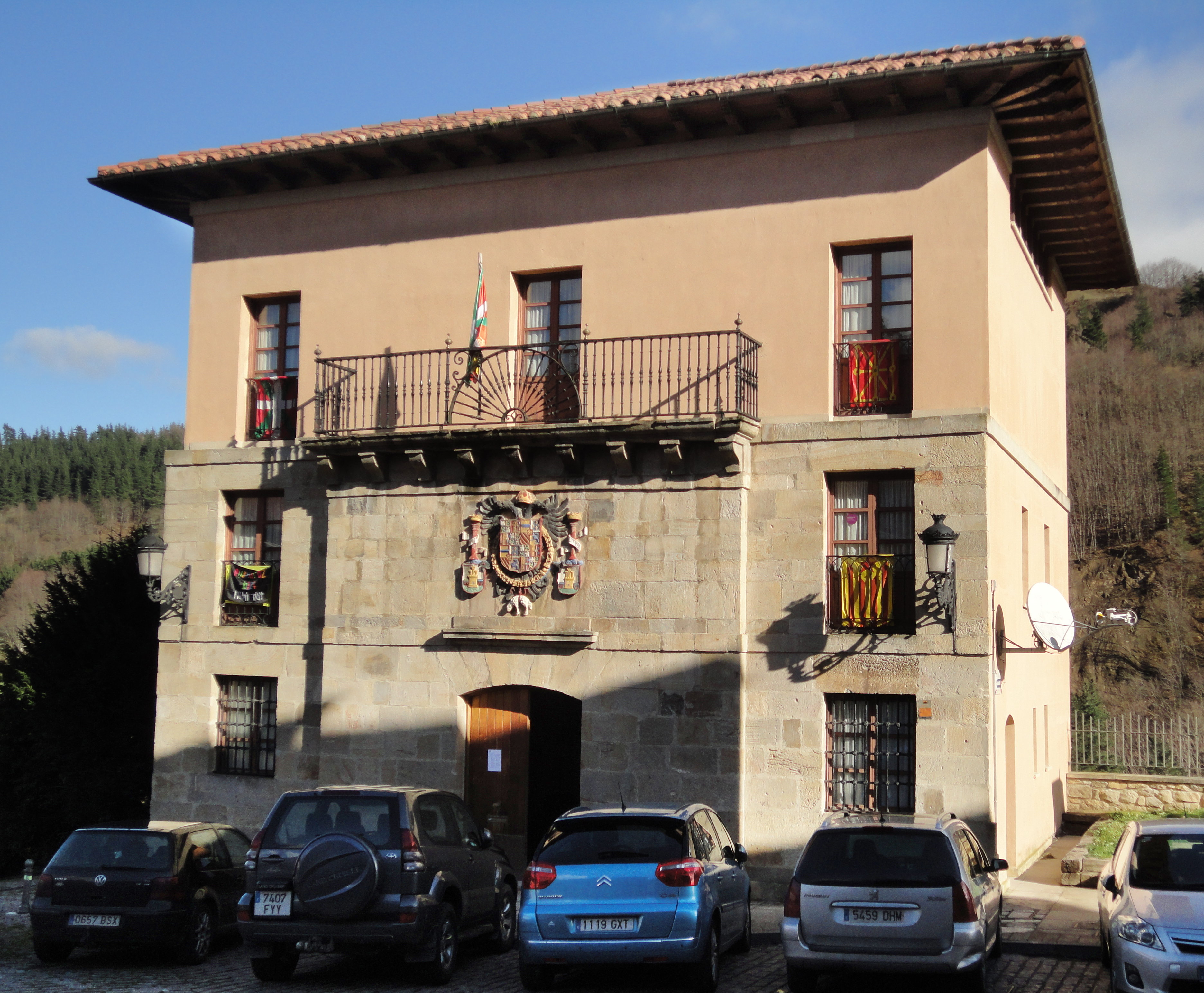
Ayuntamiento de Salinas

La actual alcaldesa de la localidad es Eneka Zancada Rementeria, candidata independiente de la Agrupación local de Electores de Leintz Gatzaga (AELG). En las elecciones autonómicas de octubre de 2012 la lista más votada fue la coalición EH Bildu con el 64,75 % de los votos, seguida de EAJ-PNV con el 31,15 %.
| Partido político                                 | 2023  | 2023       | 2019  | 2019       | 2015  | 2015       | 2011  | 2011       | 2007  | 2007       |
| Partido político                                 | %     | Concejales | %     | Concejales | %     | Concejales | %     | Concejales | %     | Concejales |
| Agrupación de Electores de Leintz Gatzaga (AELG) | 91,84 | 5          | 94,06 | 5          | 67,26 | 5          | 93,80 | 7          | 88,24 | 7          |

## Demografía
Salinas de Léniz cuenta con una población de 210 habitantes (INE 2024).
| Gráfica de evolución demográfica de Salinas de Léniz entre 1842 y 2021                                              |
| |
| Población de derecho según los censos de población del INE Población de hecho según los censos de población del INE |

Salinas ha contado siempre con una población escasa, pero esta se ha visto disminuida a la mitad a lo largo del siglo XX, debido a que se trata del único municipio de la comarca que ha quedado al margen de la industrialización.
El descenso de la población durante el último siglo se ha visto frenado en dos momentos históricos: durante las décadas de 1940 y 1950 debido a un incremento demográfico natural que se vería frenado por la emigración a las localidades industriales de la comarca a partir de 1960, y en los años 1990 cuando tras tocar fondo la población del municipio, Salinas comenzó a acoger una moderada corriente inmigratorioa proveniente de los vecinos municipios industriales, que buscaban en la localidad un entorno más natural y una vivienda de precio más asequible.
Salinas de Léniz posee una población bastante envejecida, aunque la inmigración de los últimos años ha contribuido a rejuvenecerla en parte.

## Cultura

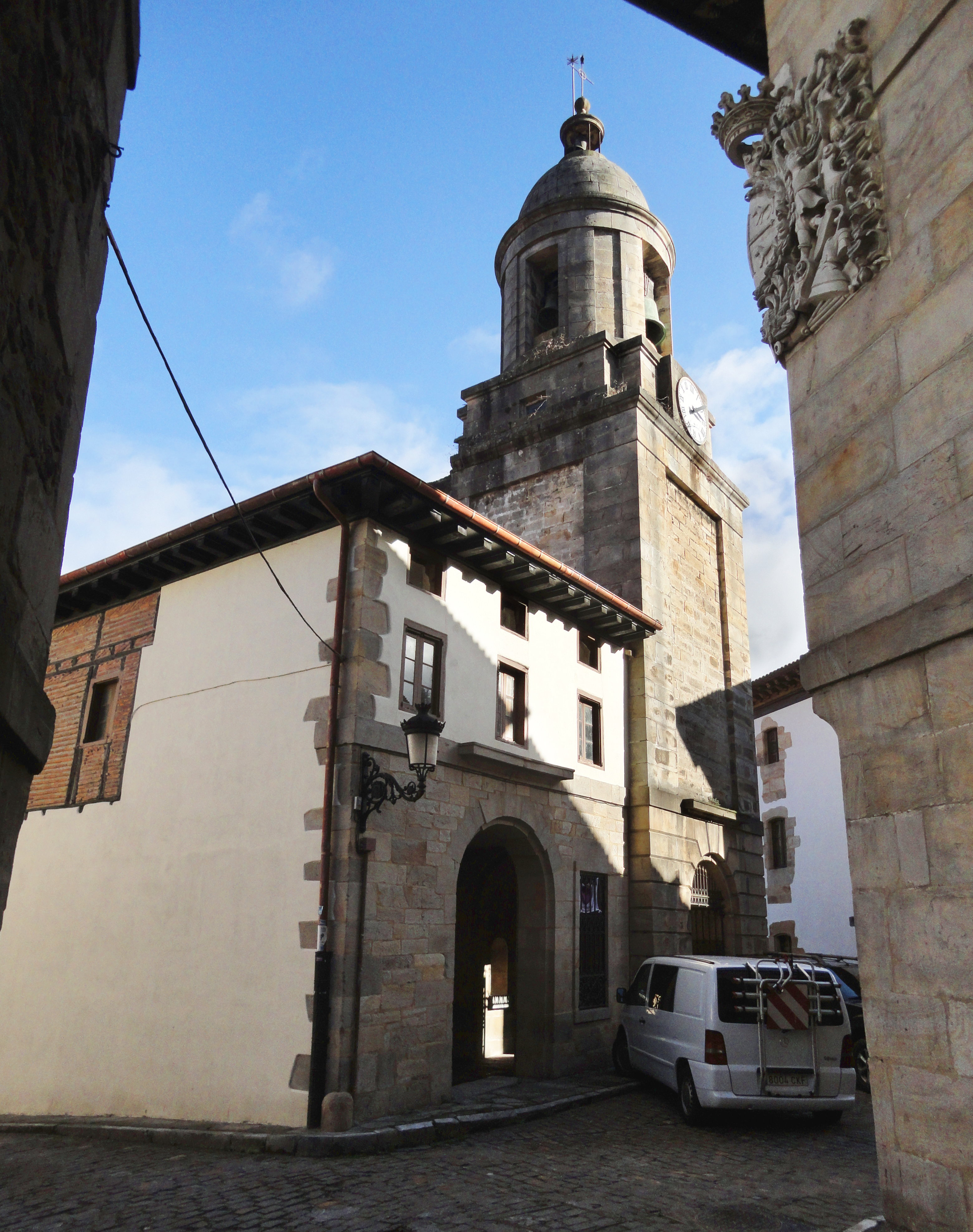
Iglesia de San Millán

El Museo de la Sal en las antiguas salinas muestra cómo se realizaba el proceso de extracción de la sal y la importancia que tenía en la economía local.

### Patrimonio
A pesar de tratarse de un municipio pequeño, Salinas de Léniz conserva un importante patrimonio monumental, heredado de su importante pasado. Es notable el casco histórico monumental de Salinas, que tiene en la actualidad una extensión menor de la que poseyó en la antigüedad. En el actual casco urbano de Salinas es posible entrever aún la antigua trama urbana medieval, que se originó a partir de la reconstrucción de la villa tras el incendio de 1371. Se conservan cinco puertas de las ya desaparecidas murallas, así como numerosas casas-palacio de interés con sus escudos y blasones en las fachadas.

#### Monumentos religiosos

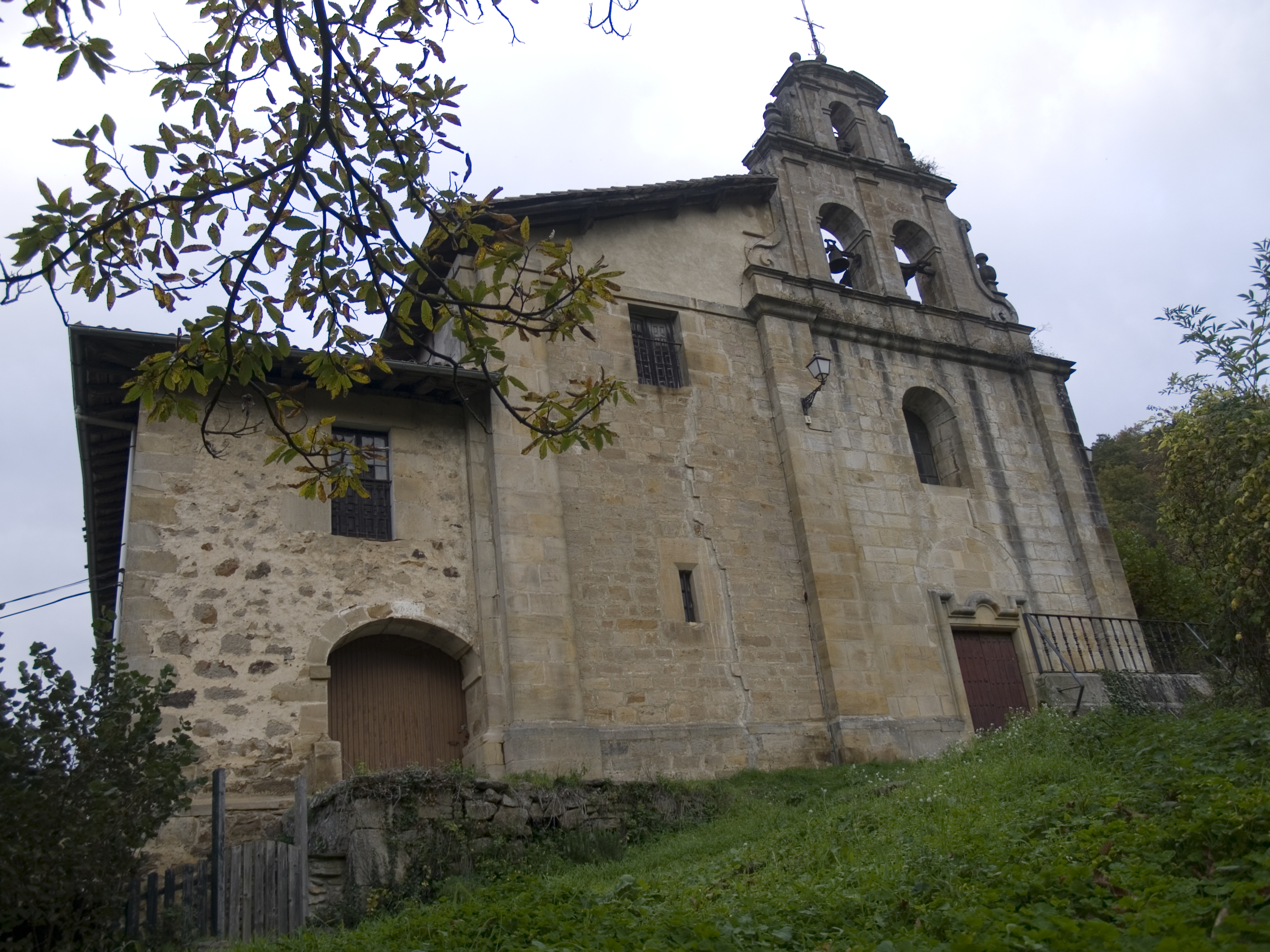
Santuario de Dorleta

- La iglesia parroquial de San Millán se sitúa en el centro del casco monumental. Fue construida en el siglo XIV, aunque sufrió varios incendios y la actual reconstrucción data del siglo XVI. Posee una torre neoclásica del siglo XIX.
- El Santuario de la Virgen de Dorleta, del siglo XVII. Se encuentra fuera del casco urbano junto a las salinas. Fue construido sobre las ruinas de otro santuario más antiguo, que a su vez se había construido sobre el castillo que protegía antiguamente el manantial salino. En su interior se conserva la talla gótica de la Virgen de Dorleta.
- Ermita de San Martín de Zurtitza.

#### Monumentos civiles
- Dentro del casco histórico monumental de Salinas de Léniz:
  - Fuente de los Doce Caños o As de Copas: es una fuente monumental situada frente a la iglesia. Fue construida en 1715.
  - Palacio Torrekua o Elexalde. Ubicado en el solar que ocupaba antiguamente la torre del señor de Oñate (de ahí proviene su nombre de Torrekua). Pertenecía a la familia Elejalde o Elexalde. De estilo renacentista, data del siglo XVII.
  - Palacio Ostatua, que data de 1766. Restaurado, en la actualidad acoge un restaurante.
  - Casa de Baltasar García de Olabe (siglo XVI).
  - Palacio de Indianokua o Soran: el palacio de Soran era el alojamiento de los reyes cuando la comitiva real transitaba por Salinas de Léniz. El primitivo palacio fue desmontado por un descendiente de la familia Soran y trasladado piedra a piedra a Navarra. En su lugar se edificó la actual construcción.
  - Palacio de Kapitangoa (siglo XVI). Es el palacio más antiguo que se conserva en Salinas.
  - Palacio de Garro (siglo XVII), de estilo barroco. Fue rehabilitada y acoge en la actualidad la Casa de Cultura.
  - Portal de San Ignacio, que era la entrada principal de la villa. El arco data de 1760.
  - Portal de Barandapea (siglo XVII).
  - Portal de la Virgen del Rosario.
  - Ayuntamiento: construido en el siglo XVIII. Reconstruido.
- Las instalaciones de las salinas, que han sido rehabilitadas y acondicionadas como museo. La mayor parte de los restos son los de la fábrica de sal del siglo XIX.

### Deporte
La Virgen de Dorleta es la patrona universal de los ciclistas, y en el santuario están expuestos maillots de famosos ciclistas profesionales y de muchos ciclistas aficionados, que han sido donados como ofrenda a su patrona.
El pueblo cuenta con un frontón cubierto y con un campo de tiro al plato. El primero dispone de una curiosa marca del número π (3,14).
El pueblo también cuenta con su propia subida a Salinas que se suele celebrar cada año.

### Fiestas
Las fiestas patronales se celebran el 8 de septiembre (Natividad de María o Virgen de Dorleta). Destacan las sokamuturras (toros ensogados) que se celebran de madrugada por las calles de Salinas.
Otra festividad destacada es la romería a la ermita de San Martín el primer domingo de julio.

## Personas notables
- Juan Ochoa de Elexalde Heredia (siglo XVI): militar que participó en la conquista de México.
- Martín de Zumárraga Murguia (siglo XVI): mercader.
- Andrés de Elejalde (siglo XVII): capitán de infantería.
- Melchor de Santa Inés Oyanguren (1688-1747): franciscano y autor de la primera gramática del japonés escrita en español (Arte de la Lengua Japona, 1738).
- Francisco de Astaburuaga Echeverría (¿1737?-¿?): maestre de campo, general, comerciante y hacendado establecido en Chile.
- Juan Esteban de Izaga (1796-1837): músico, jurista y político (Diputado en Cortes).
- Ciriaco de Izaga (¿?-1866): benefactor de las iglesias de Salinas.
- Jesús José Sagredo Zuloaga (1874-1923): sacerdote, historiador, organista y compositor.
- Pedro Lafuente (1891-¿?): tenor establecido en la Argentina.
- Gregorio Altube e Izaga (¿?-1969): periodista y político.
- Eduardo Aparicio Zamarreño (1916-2007): militante histórico del PCE-EPK, organizador de este en la clandestinidad durante el franquismo.
- Carlos Elejalde Garaia, más conocido como Karra Elejalde (10 de octubre de 1960), es un actor, director de cine y guionista.